# Sturnira magna
Sturnira magna es una especie de murciélago de la familia Phyllostomidae.

## Distribución geográfica
Se encuentra en Bolivia, Colombia, Ecuador y Perú.